# Flugunfall der Modern Air Transport bei Acapulco
Der Flugunfall der Modern Air Transport 1970 ereignete sich am 8. August 1970. An diesem Tag kollidierte eine auf dem Flughafen Mexiko-Stadt gestartete, auf einem Positionierungsflug befindliche Convair CV-990-30A-8 Coronado der Modern Air Transport im Endanflug auf den Flughafen Acapulco mit dem Gelände. Bei dem Unfall wurden alle acht an Bord befindlichen Besatzungsmitglieder verletzt, von denen eines später starb.

## Maschine
Die verunglückte Maschine war eine 1963 gebaute Convair CV-990-30A-8 Coronado mit der Modellseriennummer 30-10-13. Die Maschine wurde zunächst mit dem Luftfahrzeugkennzeichen PP-VJE an die brasilianische VARIG ausgeliefert. Im Mai 1967 übernahm die Alaska Airlines die Maschine und nahm sie mit dem Kennzeichen N987AS sowie der Flottennummer 987 in Betrieb. Von April 1968 bis März 1969 war die Maschine durch Alaska Airlines an AREA Aerovías Ecuador verleast. Die Convair befand sich seit Oktober 1969 bei der Modern Air Transport und wurde von ihr seitdem mit dem Luftfahrzeugkennzeichen N5603 betrieben. Das vierstrahlige Langstrecken-Schmalrumpfflugzeug war mit vier Turbojettriebwerken des Typs General Electric CJ-805-23 ausgestattet.

## Passagiere, Besatzung und Flugplan
An dem Tag wurde mit der Maschine ein Positionierungsflug zum Flughafen Acapulco unternommen, wo 146 US-amerikanische Passagiere auf einem Charterflug nach New York City ausgeflogen werden sollten. Es befand sich daher lediglich eine achtköpfige Besatzung an Bord. Der 49-jährige Flugkapitän verfügte über 15.054 Stunden Flugerfahrung, wovon er 2.627 Stunden im Cockpit der Convair CV-990 absolviert hatte.

## Unfallhergang
Beim nächtlichen Endanflug mittels Instrumentenlandesystem auf den Flughafen Acapulco-General Juan N. Alvarez erkannte die Besatzung nicht, dass sie die Sicherheitsflughöhe unterschritten hatte. Die Maschine kollidierte mit der Anflugbefeuerung, stürzte kurz vor der Landebahnschwelle zu Boden und geriet in Brand. 

## Rettungseinsatz

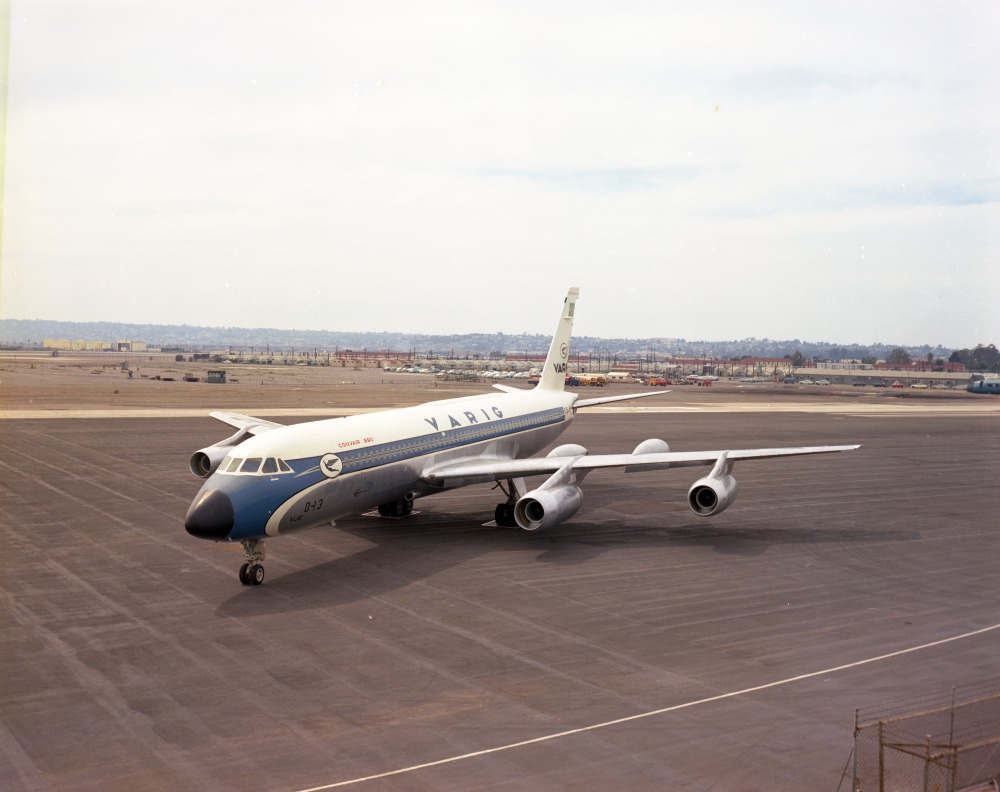
Die betroffene Maschine während ihrer Betriebszeit bei der VARIG

Nach dem Unfall befreiten die Rettungsmannschaften sieben schwer verletzte Besatzungsmitglieder aus dem Wrack. Dass eine achte Person, eine Stewardess, noch an Bord war, war den Rettungskräften nicht bekannt. Am nächsten Morgen suchten sie das Wrack erneut ab, in der Erwartung, die sterblichen Überreste der Frau zu bergen. Schließlich entdeckten sie sie lebendig, jedoch schwer verletzt im ausgebrannten Heck der Convair.

## Ursache
Die Ursache für das Unterschreiten der Sicherheitsflughöhe durch die Besatzung konnte nicht ermittelt werden.

## Folgen
Am 27. Oktober 1970 erlag der Navigator der Maschine seinen schweren Verletzungen. Da gemäß der Richtlinien der ICAO Todesopfer bei Flugunfällen nur als solche gezählt werden, wenn sie innerhalb von 30 Tagen nach dem Ereignis sterben, wird der Navigator in den Statistiken nicht als Todesopfer geführt.